# Nicolò Anselmi
Nicolò Anselmi (Gênova, 9 de maio de 1961) é um clérigo italiano e Bispo de Rimini.

## Biografia
Nicolò Anselmi obteve um diploma em engenharia mecânica pela Universidade de Gênova e entrou no seminário arquiepiscopal de Gênova depois de servir nas forças armadas. Em 9 de maio de 1992, foi ordenado sacerdote na Arquidiocese de Gênova.
Segundo os capelães, ele foi ministro da juventude diocesano de 1993 a 2007 e de 1994 a 2001 também assistente dos jovens da Ação Católica na Arquidiocese de Gênova. De 1997 a 2007, ele foi responsável pelo cuidado pastoral de jovens na região da Ligúria da igreja e de 2007 a 2012 foi responsável pelo cuidado pastoral de jovens na Itália. Além de seu envolvimento como um pastor de jovens tomou direitos adicionais como professores religiosos na pastoral paroquial e vocações verdadeiras.
Foi então bispo vigário da pastoral juvenil, universitária e esportiva da Arquidiocese de Gênova, cânone e reitor da fundação colegiada da Basílica Santa Maria delle Vigne. Papa Bento XVI concedeu-lhe o título honorário da Capela Pontifícia de Honra em janeiro de 2012.
O Papa Francisco o nomeou Bispo-auxiliar em Gênova e bispo titular de Utica em 10 de janeiro de 2015. A ordenação episcopal doou-lhe o arcebispo de Gênova, Cardeal Angelo Bagnasco, em 8 de fevereiro do mesmo ano. Os co-consagradores foram o Administração do Patrimônio da Sé Apostólica , Domenico Calcagno, e o Bispo de Chiavari, Alberto Tanasini. O cardeal Bagnasco também o nomeou vigário geral.
Em 17 de novembro de 2022 foi nomeado Bispo de Rimini, sucedendo Francesco Lambiasi, que se aposentou pela idade.